# جيوفاني لابنتي
جيوفاني لابنتي (بالإسبانية: Giovanni Lapentti)‏ مواليد 25 يناير 1983 في غواياكيل، هو لاعب كرة مضرب من الإكوادور بدأ مسيرته كمحترف سنة 2002 يلعب باليد اليمنى ويحتل حالياً المرتبة رقم. 193 (مايو 11, 2015) في تصنيف رابطة محترفي كرة المضرب. أعلى تصنيف له في الفردي كان المركز الـ 110 في سنة 2005.

## بطولات حققها
- بطولة ويمبلدون

## روابط خارجية
- جيوفاني لابنتي على موقع رابطة محترفي التنس (الإنجليزية)
- جيوفاني لابنتي على موقع الاتحاد الدولي لكرة المضرب (الإنجليزية)
- جيوفاني لابنتي على موقع كأس ديفيز (الإنجليزية)
- جيوفاني لابنتي على موقع خلاصة التنس.كوم (الإنجليزية)
- جيوفاني لابنتي على موقع إي إس بي إن.كوم (الإنجليزية)